# Roccaromana
Roccaromana é uma comuna italiana da região da Campania, província de Caserta, com cerca de 1.031 habitantes. Estende-se por uma área de 27 km², tendo uma densidade populacional de 38 hab/km². Faz fronteira com Baia e Latina, Dragoni, Formicola, Liberi, Pietramelara, Pietravairano, Pontelatone.

## Demografia
| Variação demográfica do município entre 1861 e 2011                               |
|                                                                                   |
| Fonte: Istituto Nazionale di Statistica (ISTAT) - Elaboração gráfica da Wikipedia |